# Xanthia pallida
Xanthia pallida är en fjärilsart som beskrevs av Leo Schwingenschuss. Xanthia pallida ingår i släktet Xanthia och familjen nattflyn. Inga underarter finns listade i Catalogue of Life.